# Piedra de Zayit
La Piedra de Zayit es un canto rodado de piedra caliza de 17 kg descubierto el 15 de julio de 2005 en Tel Zayit (Zeitah), en el valle de Guvrin, a unos 50 km al suroeste de Jerusalén. La piedra mide 37,5 por 27 por 15,7 centímetros y estaba incrustada en el muro de piedra de un edificio. Es el primer ejemplo conocido de la escritura fenicia o hebrea antigua completa, tal y como se desarrolló tras el Colapso de la Edad del Bronce Final a partir del alfabeto protocananeo.
En la cara plana del peñasco está inscrito un abecedario completo, aunque en un orden diferente al de la versión tradicional.
La primera línea contiene dieciocho letras (de aleph a tsadi), mientras que la segunda contiene las cuatro letras restantes (de qop a tau) seguidas de dos enigmáticos símbolos en zigzag.

## Descripción
Una de las caras de la piedra lleva el abecedario semítico del noroeste (fenicio), que se extiende en dos líneas:
Representado en el alfabeto hebreo moderno, esto corresponde a la secuencia:
א ב ג ד ו ה ח ז ט י ל כ מ נ ס ע פ צ
ק ר ש ת
En otras palabras, el abecedario Zayit tiene el orden ו ה ח ז ט י ל כ en comparación con el orden abjad semítico estándar de ה ו ז ח ט י כ ל, cambiando las posiciones de he y vav, de zayin y  het, y de kaf y lámed.
La línea superior de la inscripción contiene las letras:
En el alfabeto hebreo moderno se traduce como עזר, transliterado ʿzr. Se trata del nombre de pila Ezer (hebreo: עֵזֶר, romanizado: 'ēzer, literal: 'ayuda, ayudante').
El lado opuesto a esta inscripción tiene una depresión en forma de cuenco que mide 18,5 por 14,5 por 6,7 centímetros, un volumen de aproximadamente 1,8 litros. Se han recuperado otros objetos de piedra molida similares en Tel Zayit. Su función es incierta, pero «pueden haber servido como morteros, zócalos para puertas o cuencas de algún tipo».

## Descubrimiento
La piedra fue descubierta el 15 de julio de 2005 por el excavador voluntario Dan Rypma, durante las excavaciones realizadas bajo la dirección de Ron E. Tappy, del Seminario Teológico de Pittsburgh, en Tel Zayit, como parte de las prospecciones arqueológicas que tuvieron lugar durante las temporadas 1999-2001, 2005, 2007 y 2009-2011.(Tappy, 2000, pp. 7–36)(Tappy, 2011, pp. 127*–143*)
La inscripción se descubrió in situ en lo que parece ser un uso terciario como parte del muro «2307/2389 en la plaza O19». Al igual que el calendario de Gézer, el abecedario es un importante testimonio de las formas de letras en uso en el Levante a principios de la Edad del Hierro.

## Significado

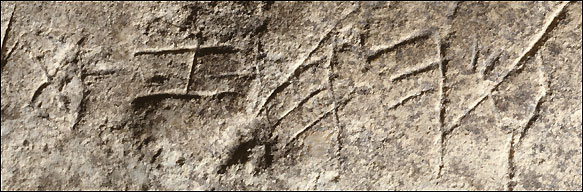
Consta de las primeras letras del alfabeto fenicio-hebreo: 𐤅𐤄𐤇𐤆𐤈 (de derecha a izquierda: wāw, hē, ḥēt, zayin, ṭēt).

El abecedario de Tel Zayit se suma al corpus de inscripciones alfabéticas cananeas del interior de la primera Edad del Hierro y, por lo tanto, proporciona pruebas adicionales de la alfabetización en la región durante este período. Aunque afirmar un determinado «nivel» de alfabetización sobre la base de ésta y otras inscripciones similares es notoriamente difícil, Carr argumentó que debido a que «Tel Zayit es... lo suficientemente pequeña y distante de Jerusalén... la presencia de esta inscripción allí podría tomarse como testimonio de una escritura más extendida a través de centros administrativos más alejados y menores de Judá».
Además de conservar la escritura como tal, la inscripción conserva una secuencia ordenada de letras, aunque ésta difiere en algunos puntos de las de otros abecedarios del Bronce Tardío y de la Edad del Hierro de Levante. En particular, waw se coloca antes de he, het se coloca antes de zayin y lamed se coloca antes de kaph. En este último caso, una gran X parece marcar un error realizado por el propio escriba.
Ha habido cierto desacuerdo sobre si la inscripción debe asociarse con el ámbito cultural de la costa (fenicio) o de las tierras altas (hebreo). En consecuencia, se ha debatido si las letras deben describirse como «fenicias», «hebreas» o, en términos más generales, como «cananeas del sur». Tappy et al. (2006) asociaron la descripción con los primeros tiempos del Reino de Judá. interpretación que ha sido cuestionada tanto por motivos paleográficos, como arqueológicos.
Además de las preocupaciones históricas generales mencionadas, la inscripción es importante sobre todo por la luz que arroja sobre el desarrollo de las formas de las letras en el interior del sur cananeo de la primera Edad del Hierro. Dado que la estratigrafía del yacimiento y la fecha de la propia inscripción siguen siendo objeto de debate, es difícil llegar a conclusiones históricas o cronológicas definitivas.
(Tappy, 2011, pp. 127*–143*)